# Paul Gallico
Paul William Gallico (New York, 26 luglio 1897 – Monaco, 15 luglio 1976) è stato uno scrittore, giornalista e biografo statunitense.

## Biografia
Suo padre era il pianista, compositore e insegnante di musica italiano Paolo Gallico (Trieste, 13 maggio 1868 – New York, 6 luglio 1955) e sua madre, Hortense Erlich, austriaca; essi erano emigrati a New York nel 1895. Gallico si laureò alla Columbia University nel 1919 e negli anni venti divenne giornalista sportivo scrivendo nel New York Daily News.
La sua carriera decollò dopo un'intervista al pugile Jack Dempsey nella quale chiese a Dempsey di allenarsi con lui. Gallico descrisse così come ci si sente ad essere eliminato dal campione dei pesi massimi. In breve divenne uno dei giornalisti sportivi più pagati degli Stati Uniti e fondò i Golden Gloves competizione amatoriale di pugilato. Il suo libro, Lou Gehrig: idolo delle folle (1941) venne adattato nel film dello sport L'idolo delle folle (1942), interpretato da Gary Cooper  e Teresa Wright.
Alla fine degli anni 1930, abbandonò lo sport per dedicarsi alla narrativa, prima scrivendo un saggio su questa decisione dal titolo Farewell to Sport (pubblicato in un'antologia di suoi scritti di sport, con il titolo Addio allo sport (1938)), e divenne uno scrittore di successo di racconti per riviste, molti apparsi nel supplemento The Saturday Evening Post. Il suo romanzo The Snow Goose e altre opere, sono le versioni ampliate dei suoi racconti pubblicati nel supplemento settimanale.
Una volta Paul Gallico confessò al New York Magazine:
Nel 1939 Gallico pubblicò The Adventures of Hiram Holliday, ora meglio conosciuto per il suo successivo adattamento televisivo. Esso raffigura le avventure di un americano, moderno cavaliere errante, che visita l'Europa sull'orlo della seconda guerra mondiale e conduce una lotta donchisciottesca contro i nazisti in vari paesi. Le origini austriache di Gallico sono evidenti nel forte tema monarchico degli Asburgo che traspare dal libro (il protagonista salva una principessa austriaca, ottiene il suo amore e si prende cura di suo figlio - che, secondo quanto scritto nel libro, è destinato a diventare il nuovo imperatore asburgico una volta che i nazisti verranno cacciati dall'Austria).
La Principessa Smarrita (The Snow Goose) fu pubblicato nel 1941 sul The Saturday Evening Post e vinse l'O. Henry Award per racconti brevi nel 1941. Il critico Robert van Gelder lo definì "forse la più sentimentale storia che mai abbia raggiunto la dignità di un Borzoi (prestigiosa collana dell'editore Knopf). Si tratta di una leggenda senza tempo che fa uso di un fascino senza tempo che potrebbe essere contenuto in essa. Una biblioteca pubblica lo mise in una lista di "strappalacrime". Gallico non cercò scuse, dicendo che tra sentimento e "melma", il sentimento rimane ancora a fronte alta, come ha sempre fatto e sempre farà tra la gente comune, e che i predicatori di calamità e i commercianti di pornografia devono aumentare il tono dei loro lamenti, l'orrore della loro violenza e le pile elevate della loro sporcizia per mantenere testa."
Il suo racconto The Man Who Hated People venne da lui rielaborato nel romanzo Love of Seven Dolls, che venne poi adattato per il cinema nel film vincitore del premio Oscar, Lili (1953), e successivamente venne tradotto nel musical Carnival! (1961). Il film Lili è una struggente fiaba capricciosa, la storia di un'orfana, una giovane donna ingenua il cui destino è connesso ad un carnevale itinerante e ai suoi interpreti, un mago seduttore e un burattinaio amareggiato. Le versioni, anche se diverse, condividono un tema centrale che circonda la ragazza e il burattinaio. Il burattinaio, comunicando con Lili attraverso i suoi burattini come voce surrogata, sviluppa un discorso in cui ciascuno di essi può liberamente esprimere il proprio dolore interiore e le emozioni angosciose.
Negli anni 1950 Gallico soggiorna in Liechtenstein, dove scrive Ludmila, la rielaborazione di una leggenda locale.
Il suo romanzo Mrs. 'Arris Goes to Paris (1958) fu un successo, e divenne il primo di quattro libri sull'amabile "Signora 'Arris." I diritti cinematografici vennero discussi già nel 1960, quando Gallico era residente a Salcombe, sulla costa meridionale del Devon. Alla fine divenne un film TV, In volo per un sogno, con Angela Lansbury nel 1992.
Durante la permanenza a Salcombe, Gallico realizzò una serie di racconti sul naufragio della MV Principessa Vittoria, il traghetto che collegava Larne e Stranraer, un evento che causò la morte di ogni donna e bambino che si trovavano a bordo. Era sua abitudine, in quel periodo, vagare nel suo giardino dettando al suo assistente, Mel Menzies, ciò che avrebbe poi inserito nel manoscritto, la sera, pronto per l'inserimento nel giornale.
The Silent Miaow (1964) aveva la pretesa di essere una guida scritta da un gatto, "tradotta dal felino", su come ottenere, affascinare e dominare una famiglia umana. Illustrato con fotografie di Suzanne Szasz, viene considerato un classico per gli amanti dei gatti. Altri libri di Gallico sui gatti comprendono Jennie (1950) (titolo americano The Abandoned),  Thomasina: Il gatto che pensavano fosse Dio (1957), girato nel 1964 dalla Walt Disney Studios come Le tre vite della gatta Tomasina  (che fu molto popolare nella ex URSS nei primi anni 1990, ispirando il remake russo Bezumnaya Lori), e Honorable Cat (1972), un libro di poesie e saggi sui gatti).
L'avventura del Poseidon, romanzo di Gallico del 1969 incentrato su un gruppo di passeggeri che cercano di fuggire da un transatlantico capovolto, attirò scarsa attenzione all'epoca. Il The New York Times ne fece una recensione di un paragrafo, sottolineando che "il signor Gallico raccoglie un Grand Hotel (riferimento al romanzo del 1930 di Vicki Baum) pieno di fascicoli di bordo. Queste storie ad incastro possono essere piene di sentimentalismo ma l'abilità dell'autore come narratore li tratta con abbastanza suspense per durare il viaggio disperato". Al contrario il film di Irwin Allen L'avventura del Poseidon fu immediatamente riconosciuto come un grande film di questo genere. Nel suo articolo, il recensore Vincent Canby coniò il termine "film arca" per il genere che comprendeva Airport, Prigionieri del cielo, Titanic, latitudine 41 nord e Titanic (il film del 1953). Egli scrisse che "'L'avventura del Poseidon' mette il film arca dove Dio voleva che fosse, in acqua. Non volante in aria su un motore o con un buco nel suo fianco." Il film fu un enorme successo, parte di un decennio di film catastrofici e rimane un classico di culto.
Nel suo necrologio sul New York Times, Molly Ivins scrisse che "per dire che il signor Gallico è stato prolifico basta cominciare a descrivere la sua produzione." Ha scritto 41 libri e numerosi racconti, venti sceneggiature per film, dodici film per la televisione e ha avuto una serie televisiva basata sul suo racconto Hiram Holliday.
Dopo aver dato le dimissioni dal Daily News diventando scrittore a tempo pieno, Gallico si trasferì da New York al villaggio di Salcombe nel sud Devonshire in Inghilterra. Successivamente visse in diverse parti del mondo, e in particolare in Inghilterra, Messico, Lichtenstein e Principato di Monaco. Trascorse gli ultimi anni della sua vita ad Antibes dove morì ed è sepolto.
Nel 1955 Gallico fece un giro in automobile degli Stati Uniti viaggiando per circa 16 000 kilometri sponsorizzato dal Reader's Digest.

## Opere

### Romanzi
- 1938 - Farewell to Sport sport
- 1939 - Who killed my Buddy Cosmopolitan Magazine
- 1939 - The Adventures of Hiram Holliday commedia
- 1940 - The Secret Front sequel di The Adventures of Hiram Holliday
- 1941 - La Principessa Smarrita (The Snow Goose)
- 1942 - Golf is a Friendly Game sport
- 1947 - The Lonely Dramma
- 1950 - Jennie (The Abandoned) fantasy
- 1950 - The Man who Hated people
- 1951 - The Small Miracle Dramma
- 1952 - Trial by Terror thriller
- 1952 - Snowflake Allegoria
- 1953 - The Foolish Immortals Avventura
- 1954 - Love of Seven Dolls Melodramma
- 1955 - Ludmila
- 1957 - Thomasina  Melodramma
- 1958 - Flowers for Mrs. Harris (US: Mrs. Arris goes to Paris)
- 1959 - Too Many Ghosts
- 1960 - The Hurricane Story
- 1960 - La signora Harris va a New York (Mrs. Harris goes to New York)
- 1962 - Scruffy commedia
- 1962 - Coronation Dramma
- 1963 - Love, Let Me Not Hunger Dramma
- 1964 - The Hand of Mary Constable (sequel di Too Many Ghosts)
- 1964 - The Silent Miaow fantasy
- 1965 - Mrs. Harris, M.P. (US: Mrs. Arris goes to Parliament)
- 1965 - The Golden People sport
- 1966 - The Man who was Magic
- 1967 - The Story of Silent Night
- 1967 - The Revealing Eye
- 1968 - Manxmouse
- 1969 - The Poseidon adventure (L'avventura del Poseidon)
- 1970 - Matilda
- 1971 - The Zoo Gang
- 1972 - Honourable Cat
- 1974 - The Boy who invented the Bubble Gun
- 1974 - Mrs. Harris goes to Moscow
- 1975 - Miracle in the Wilderness

### Racconti
- 1944 - Selected stories of Paul Gallico
- 1948 - Confessions of a story writer
- 1961 - Confessions of a story teller
- 1964 - Three Stories (US: Three Legends)
- 1967 - Gallico Magic

### Letteratura per l'infanzia
- 1963 - The Day the Guinea pig talked
- 1964 - The Day Jean Pierre was Pignapped
- 1965 - The Day Jean Pierre went Round the world
- 1969 - The Day Jean Pierre joined the circus

### Pubblicazioni postume
- 1978 - Beyond the Poseidon adventure
- 1979 - The House that wouldn't Go Away
- 1988 - The Best of Paul Gallico (Antologia di racconti)

### Biografie
- 1942 - Lou Gehrig: Pride of the Yankees (Biografia di Lou Gehrig)
- 1958 - The Steadfast Man (Biografia di San Patrizio)

## Adattamenti

### Cinema
- 1942 - L'idolo delle folle (The pride of the Yankees)
- 1952 - Assignment – Paris!
- 1953 - Lili
- 1958 - Kinder der Berge
- 1964 - The Three Lives of Thomasina
- 1972 - L'avventura del Poseidon
- 1972 - Honorable Cat
- 1978 - Matilda
- 1979 - L'inferno sommerso
- 1991 - Bezumnaya Lori
- 1992 - Mrs. 'Arris Goes to Paris
- 2006 - Poseidon

### Televisione
- 1956-57 - The Adventures of Hiram Holliday
- 1971 - The Snow Goose
- 1974 - The Zoo Gang
- 1978 - A Fire In The Sky
- 2005 - Poseidon - Il pericolo è già a bordo

### Radio
- 2010 - The Lonely[5]

### Teatro
- Carnival! Musical basato su The Love of Seven Dolls

### Musica
- 1975 - Music Inspired by The Snow Goose album della band inglese Camel ispirato a The Snow Goose